# Австралійсько-уругвайські відносини
Австралійсько-уругвайські відносини — двосторонні відносини між Австралією та Уругваєм. Австралія представлена в Уругваї через своє посольство в Буенос-Айресі (Аргентина) та почесне консульство в Монтевідео. Уругвай має посольство в Канберрі, а також генеральне консульство в Сіднеї та столицях всіх штатів.
Австралія і Уругвай мають спільні інтереси в Південному океані, які стосуються рибальства. Обидві країни є повноправними членами Кернської групи і Конвенції про збереження морських живих ресурсів у Антарктиці.

## Політика
Австралія і Уругвай перебувають у дружніх стосунках у зв'язку з загальними політичними і економічними інтересами. 
Перший уругвайський консул прибув у Австралію 1954 року. Починаючи з 1996 року посаду почесного консула Австралії в Монтевідео займає Дієго Л. Паїссе.
Обидві країни є експортерами сільськогосподарської продукції й відстоюють необхідність зменшення та реформи фермерських субсидій.  1970 року Уругвай увійшов до складу Міжнародного шерстяного секретаріату, який складався з країн-засновниць: Австралії, Нової Зеландії та ПАР.
Договір про екстрадиції підписано 1998 року.
2005 року, під час виборів генерального директора Світової організації торгівлі, Австралія відмовилась підтримати уругвайського кандидата Карлоса Переса десь Кастільйо в його боротьбі проти Паскаля Ламі, попри співробітництво двох країн в галузі сільськогосподарського експорту. На засіданні Генеральної Асамблеї ООН 2008 року міністри закордонних справ двох держав обговорювали шляхи збільшення зв'язків між Австралією і Уругваєм.

## Інциденти, пов'язані з незаконним виловом риби
2003 року між Австралією і Уругваєм був невеликий конфлікт через затримання австралійською владою у водах Антарктики уругвайських суден, які займалися незаконним виловом риби. Втім, обидві країни заявили, що вони співпрацюють для вирішення своїх труднощів.

## Економіка

Вартість місячного експорту з Уругваю в Австралію (мільйонів A$) починаючи з 1988 року.

Вартість місячного експорту з Австралії в Уругвай (мільйонів A$) починаючи з 1988 року.

Наприкінці 1990-х років основними предметами експорту з Уругваю в Австралію були: шкіра, хутро, перлині і дорогоцінне каміння, а також вироби зі шкіри. У той час Австралія експортувала шерсть, залізо, сталь і яловичину. 2010 року Уругвай розвідував можливість імпортувати з Австралії с́ім'я і ембріони овець породи Меринос, щоб дати нове життя своєму вівчарству після значного занепаду.
У 2011 році обсяг торгівлі між країнами склав 25,3 мільйона австралійських доларів, Австралія імпортувала з Уругваю на суму 14,8 мільйонів A$, предметами імпорту були переважно продукти харчування, підлогові покриття, масла і парфуми. І за цей же час Австралія експортувала в Уругвай товарів на 10,5 мільйонів A$, основні статті експорту були рослинна сировина, вовна і громадянське інженерне обладнання.